# Scolopax bukidnonensis
La chocha filipina (Scolopax bukidnonensis) es una especie de ave charadriforme de la familia Scolopacidae endémica de las Filipinas.

## Taxonomía
Fue descrita científicamente en 2001, aunque las muestras iniciales se habían recolectado en Luzón en la década de 1960, originalmente identificadas erróneamente como especímenes de chocha perdiz (Scolopax rusticola). No fue hasta que se escuchó el llamado del pájaro en 1993, y los nuevos ejemplares obtenidos en Mindanao en 1995, que se supo que la especie era nueva.

## Descripción
Es similar en apariencia a la chocha perdiz, alcanzando entre 30 y 33 cm de largo y pesando entre 193 y 310 gramos.  La parte superior del plumaje es marrón rojizo, con finas rayas de color negro y ampliamente veteado con marcas negruzcas en la corona, las partes inferiores son de un amarillento pálido. El pico es largo con una punta flexible para extraer gusanos y otros invertebrados del suelo.

## Distribución y hábitat
Está restringido a los bosques nubosos (a más de 1000 m sobre el nivel del mar) en las islas de Mindanao y Luzón en Filipinas. Es tímido y reservado, descansa durante el día en el suelo del bosque y está activo durante la noche. Vuelan en amplios circuitos sobre el bosque, dando un fuerte, metálico, y traqueteado 'pip-pip-pip-pip-pip-pip' intercalados por gruñidos muy silenciosos.